# Frederick Selous
Frederick Courteney Selous (o Courtney) (31 de diciembre de 1851 - 4 de enero de 1917) fue un explorador, cazador y conservacionista británico famoso por sus hazañas en el sur y este de África. Las aventuras de su vida real inspiraron a Sir H. Rider Haggard a crear el personaje ficticio de Allan Quatermain, protagonista de Las minas del rey Salomón. Selous fue también un gran amigo del presidente de los EE. UU. Theodore Roosevelt y de Frederick Russell Burnham.

## Sus primeros años
Selous nació en Londres y estudió en el Rugby School de la ciudad inglesa de Rugby y en Alemania. Su pasión por las ciencias naturales lo llevó a decidirse por estudiar las rutas de los animales salvajes en sus hábitats naturales. Cuando tenía diecinueve años se marchó a Sudáfrica, viajando desde el Cabo de Buena Esperanza hasta Matabeleland a donde llegó a principios de 1872. Lobengula, el rey de los Ndebele, le concedió permiso para cazar en todos sus dominios.
Desde entonces hasta 1890, con algunos pequeños intervalos pasados en Inglaterra, Selous se dedicó a cazar y explorar las, por aquel tiempo, poco conocidas regiones al norte del Transvaal y al sur de la cuenca del Congo, cazando elefantes y recopilando especímenes de todo tipo de animales para museos y colecciones privadas. Sus viajes contribuyeron al conocimiento del país que ahora se llama Zimbabue. 
Selous realizó valiosas investigaciones etnológicas a lo largo de sus numerosos viajes, donde en muchas ocasiones fue el primer hombre blanco que vieron los habitantes de la zona. Asimismo, mantuvo una relación cordial con las tribus por donde pasaba, ganando la confianza y la estima de los jefes, como en el caso de Lobengula.

## Rodesia
En 1890 Selous se incorporó al servicio de la Compañía británica de África del Sur, trabajando como guía para los primeros colonos que se adentraron por Mashonaland. Más de 500 kilómetros de caminos fueron construidos a través de un paisaje de selvas, montañas y lagunas pantanosas, y en dos meses y medio llevó a los colonos sanos y salvos hasta su destino. Después, Selous se dirigió al este, hasta Manica, concluyendo los preparativos para que aquella región cayese bajo el dominio británico. Cuando llegó a Inglaterra en diciembre de 1892 se le condecoró con una medalla de la Real Sociedad Geográfica británica en reconocimiento a sus exploraciones y hallazgos, de los que da cuenta en su libro "Twenty Years in Zambesia".

## Años de madurez
Después de la consolidación del poder blanco en Rodesia, Selous estableció su residencia en Inglaterra. Sin embargo, continuó realizando expediciones de caza y visitando Asia Menor, Terranova y las Montañas Rocosas canadienses entre otros lugares.
En 1909, Selous lideró la expedición que llevó al presidente de EE. UU. Theodore Roosevelt hasta el África del Este británica, el Congo y Egipto Este fue posiblemente el mayor safari jamás realizado, donde estaban implicadas unas 300 personas. El propósito oficial de la expedición fue recopilar especímenes para la Institución Smithsonian. Durante el viaje Roosvelt y su hijo Kermit abatieron más de 500 animales.
Durante la Primera Guerra Mundial Selous participó como capitán de un batallón de fusileros en África Oriental. Se unió al ejército cuando tenía 64 años y murió en enero de 1917 debido al disparo de un francotirador alemán durante un enfrentamiento menor en Behobeho, a orillas del río Rufiji.